# Ptereleotrinae
Sous-famille
Les Ptereleotrinae sont une sous-famille de poissons de la famille des Microdesmidae (ordre des Gobiiformes).

## Liste des genres
Selon World Register of Marine Species (10 mars 2024) :
- Aioliops Rennis & Hoese, 1987
- Navigobius Hoese & Motomura, 2009
- Nemateleotris Fowler, 1938
- Oxymetopon Bleeker, 1860
- Parioglossus Regan, 1912
- Ptereleotris Gill, 1863
- Pterocerdale Hoese & Motomura, 2009
- Zagadkogobius Prokofiev, 2017

## Classification
Le nom valide complet (avec auteur) de ce taxon est Ptereleotrinae Bleeker, 1875.
Ptereleotrinae a pour synonyme :
- Ptereleotridae